# Hemachatus haemachatus
Genre
Espèce
Synonymes
- Coluber haemachates Bonnaterre, 1790
- Naia capensis Smith, 1826

Statut de conservation UICN

 LC  : Préoccupation mineure
Hemachatus haemachatus, unique représentant du genre Hemachatus, est une espèce de serpents de la famille des Elapidae. Il est communément appelé en français ringhal, qui est son nom vernaculaire en Afrique du Sud.

## Répartition
Cette espèce se rencontre en Afrique du Sud, au Swaziland, au Lesotho et au Zimbabwe. 

## Taxinomie

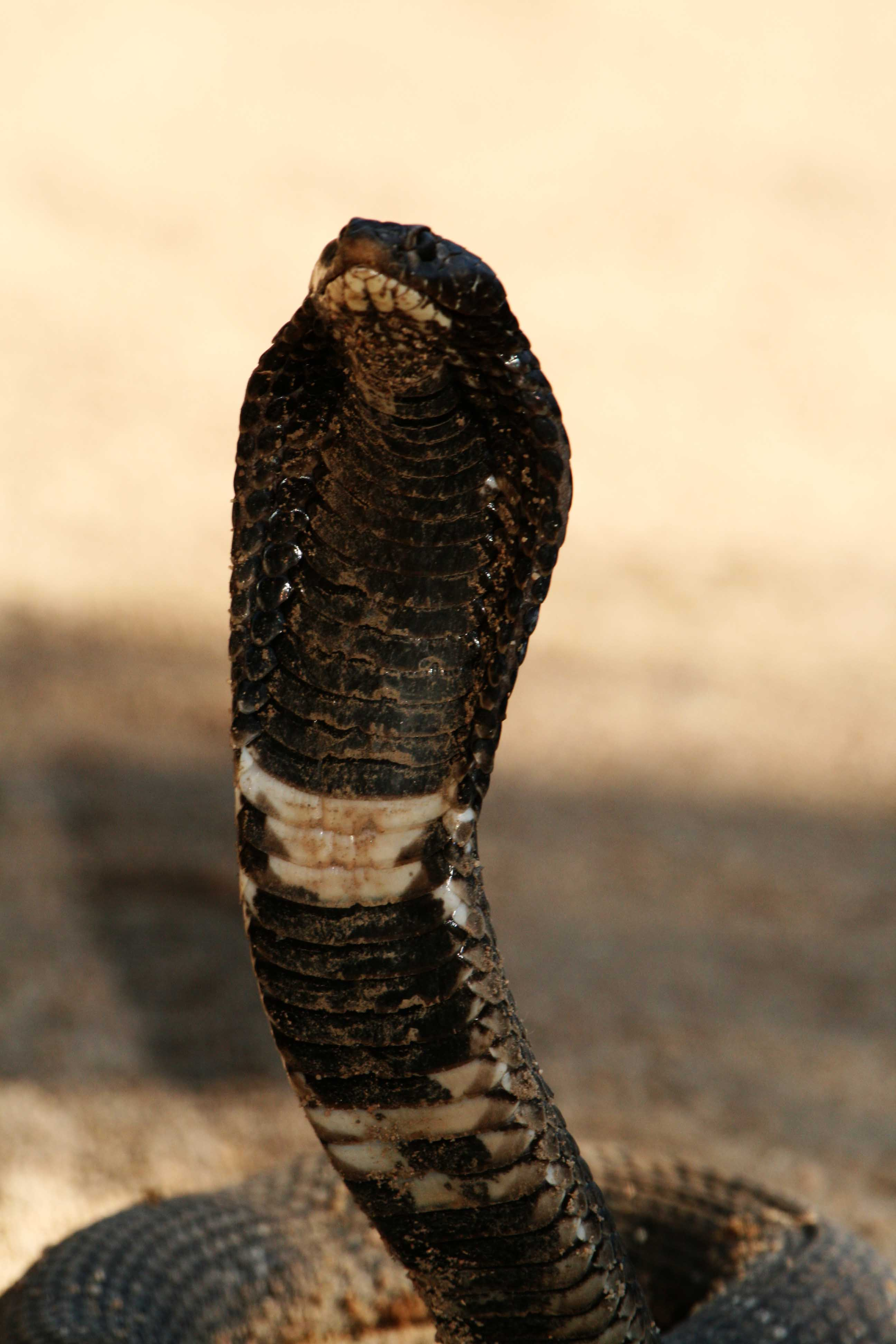
Tête dHemachatus haemachatus

Ce serpent a l'apparence d'un cobra et est souvent appelé « cobra cracheur ». Il est effectivement apparenté aux cobras du genre Naja, mais plus distinct il est cependant classé dans son propre genre monotypique : Hemachatus. De ce fait certains auteurs préfèrent l'appeler « ringhal », son nom vernaculaire en Afrique du Sud, plutôt que « cobra ». 
Il existe par ailleurs plusieurs espèces de cobras du genre Naja en Afrique australe, avec lesquels il cohabite. Parmi eux, Naja nigricincta est un autre « cobra cracheur » qui lui ressemble beaucoup. Les termes « ringhal » comme « cobra cracheur » étaient utilisés à l'origine pour nommer indistinctement les deux espèces, qui ne sont bien souvent pas différenciées par les locaux.

## Description
Il mesure généralement 90  centimètres mais peut atteindre 1,5 mètre au maximum. C'est un animal venimeux qui est un peu farouche.
Son nom signifie cou annelé en afrikaans, à cause des taches blanches de son cou.
Le ringhal a plusieurs moyens de défense. Il commence tout d'abord par fuir. Si l'agresseur insiste, il fait le mort. Seulement en dernier recours, il se prépare à cracher du venin. Si l'ennemi ne part pas tout de suite, le venin atterrit dans ses yeux.
Le ringhal est un chasseur nocturne. Lorsqu'il a repéré une proie, il la chasse sans cesse. Son venin tue rapidement les crapauds et les rongeurs. 

## Publications originales
- Bonnaterre, 1789 : Tableau encyclopédique et méthodique des trois règnes de la nature, Erpétologie.
- Fleming, 1822. The philosophy of zoology; or a general view of the structure, functions, and classification of animals. Edinburgh, (Constable), vol. 2 (texte intégral).